# Ак жол (газета)
«Ак жол» — общественно-политическая газета, издававшаяся в 1920—25 годах в Ташкенте как орган ЦК Компартии Туркестана, в 1925—26 годах в Шымкенте как орган Сырдаринского губкома ВКП(б). Первый редактор — Султанбек Кожанов. Предшественником Ак Жол была «Жана орис».
Позже издателями и редакторами были Н. Тюрякулов, С. Оспанов, И. Токтыбаев и другие. В «Ак жол» работали М. Дулатов, Ж. Aймауытов, X. Досмухамедов, И. Джансугуров, А. Байтурсынов, Б. Сулеев, Т. Шопанов и многие другие представители казахской интеллигенции.
Газета «Ак жол» подверглась резкой критике со стороны лично И. В. Сталина в письме членам бюро Казкрайкома ВКП (б) от 29 мая 1925 года. Сталин отмечал сходство подачи материалов газеты со статьями эмигрантского антисоветского публициста Мустафы Шокая. Считается, что именно с этого события началась волна репрессий конца 1920-х годов против высших слоёв казахского общества, известная под названием «Малый Октябрь».